# Valltjärnen (Ljusdals socken, Hälsingland, 687604-151852)
Valltjärnen är en sjö i Ljusdals kommun i Hälsingland och ingår i Delångersåns huvudavrinningsområde.